# Aéroport de Lille-Lesquin
Luchthaven Lille-Lesquin (Frans: Aéroport de Lille-Lesquin) ligt bij de stad Rijsel (Lille) in Noord-Frankrijk.
De luchthaven is in gebruik voor nationaal en internationaal commercieel verkeer, zowel lijn- als chartervluchten, privévliegtuigen, en geschikt voor vluchten volgens IFR en VFR.
De luchthaven ligt circa 12 km van Rijsel verwijderd.
In 2003 werden er 873.000 passagiers en 38.000 ton vracht vervoerd.

## Banen
Luchthaven Lille-Lesquin heeft 2 banen:
1. 02/20 met een lengte van 1580 m en
2. 08/26 met een lengte van 2825 m.

Vanwege een beveiligingsprobleem met de MediaWiki Graph-software is het momenteel niet mogelijk deze grafiek weer te geven. Zodra de software is bijgewerkt zal de grafiek vanzelf weer zichtbaar worden.